# Shoreline
Shoreline az Amerikai Egyesült Államok északnyugati részén, Washington állam King megyéjében elhelyezkedő város. A 2010. évi népszámlálási adatok alapján 53 007 lakosa van.

## Történet
A térség első lakói a duwamish indiánok voltak, akik már az első telepesek megjelenése előtt négyezer éve itt éltek. Az első európaiak 1890-ben érkeztek Richmond Beachre, a Great Northern Railway vasútvonala pedig a következő évben nyílt meg. 1906-ban megnyílt a Seattle–Everett villamosvonal, a közúti összeköttetést pedig az 1913-ra elkészült North Trunk Road biztosította.
A település nevét 1944-ben vette fel; a Shore tag jelentése „parttól partig” (a Puget Soundtól a Washington-tóig), míg a line jelentése „határtól határig” (Seattle-től Snohomish megyéig).
Miután Lake Forest Park 1961-ben városi rangot kapott, a Shoreline-i Tankerület volt a település fő ismertetőjele. A kereskedelmi kamara 1983-ban üdvözlőfeliratokat helyezett el. Mivel Seattle városa 1988-ban magához kívánta csatolni Shoreline-t, a település 1995. augusztus 31-én városi rangot kapott, melynek célja többek között a saját tankerület megtartása volt.

## Városrészek
Shoreline 14 városrészből áll. A városrészek ügyeiért a választott közösségi vezetők felelnek.

## Éghajlat
A város éghajlata mediterrán (a Köppen-skála szerint Csb).

## Népesség
A 2010-es népszámláláskor a városnak 53 007 lakója, 21 561 háztartása és 13 168 családja volt. A népsűrűség 1759,3 fő/km2. A lakóegységek száma 22 787, sűrűségük 756,3 db/km2. A lakosok 71,4%-a fehér, 5%-a afroamerikai, 0,8%-a indián, 15,2%-a ázsiai, 0,3%-a a Csendes-óceáni szigetekről származik, 2,2%-a egyéb, 5,1%-a pedig kettő vagy több etnikumú. A spanyol vagy latino származásúak aránya 6,6% (   )
A háztartások 27,9%-ában élt 18 évnél fiatalabb. 46,4% házas, 10,3% egyedülálló nő, 4,4% egyedülálló férfi, 38,9% pedig nem család. 29,7% egyedül élt; 10,4%-uk 65 éves vagy idősebb. Egy háztartásban átlagosan 2,39 személy élt; a családok átlagmérete 2,96 fő.
A medián életkor 42,1 év volt. A város lakóinak 19,1%-a 18 évesnél fiatalabb, 8,2% 18 és 24 év közötti, 26,7%-uk 25 és 44 év közötti, 30,9%-uk 45 és 64 év közötti, 15,2%-uk pedig 65 éves vagy idősebb. A lakosok 48,7%-a férfi, 51,3%-a pedig nő.

## Oktatás
A Shorewood és Shorecrest középiskolák fenntartója a Shoreline-i Tankerület. Az Evergreen School független általános iskola. A King’s Schools és a Shoreline Christian School egyházi fenntartású intézmények.
A Shoreline-i Közösségi Főiskola székhelye a Shoreview Parkban található.

## Testvérváros
- Poljong, Dél-Korea[20]

## Fordítás
- Ez a szócikk részben vagy egészben  a   Shoreline, Washington című angol Wikipédia-szócikk ezen változatának fordításán alapul.  Az eredeti cikk szerkesztőit annak laptörténete sorolja fel. Ez a jelzés csupán a megfogalmazás eredetét és a szerzői jogokat jelzi, nem szolgál a cikkben szereplő információk forrásmegjelöléseként.